# Indo-Gangeszi-síkság

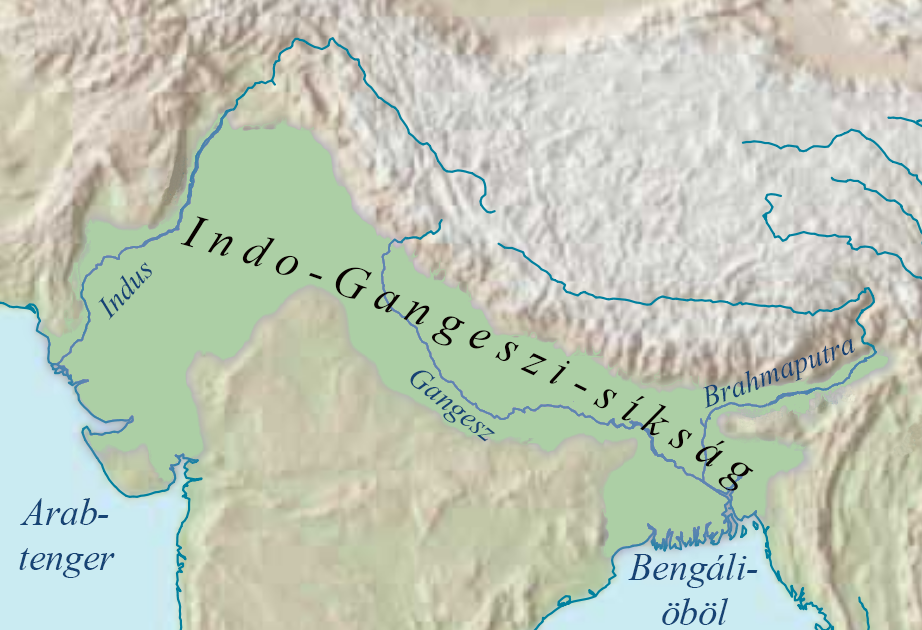
Az Indo-Gangeszi-síkság

Az Indo-Gangeszi-síkság, Gangesz-síkság vagy Hindusztáni-alföld egy 255 millió hektárnyi termőföldes terület, amely India északi és keleti területein, Pakisztán legnépesebb részein , Nepál déli részén és Banglades teljes egészén terül el. A terület az Indus és a Gangesz folyókról kapta a nevét. A síkság legnépesebb városai: Hiderábád, Multán, Iszlámábád, Ravalpindi, Fajszalábád, Lahor, Amritszár, Bathinda, Dzsálandhár, Pathankot, Ludhjána, Csandígarh, Delhi, Kánpur, Unnao, Lakhnau, Alláhábád, Váránaszi, Patna, Kalkutta, Guvahati és Dakka.
Az Indo-Gangeszi-síkságot északról a hirtelenül emelkedő Himalája határolja, amely táplálja az ott hömpölygő számtalan folyót. Az ezeket összegyűjtő két folyórendszer értékes termőföldet hoz létre a területen. A síkság déli határát a Vindja-, a Szatpura- és a Csota-Nágpúr-hegységek adják. Az alföldet nyugatról az Iráni-fennsík határolja.

## Felosztása
Egyes földrajztudósok több részre osztják az Indo-Gangeszi-síkságot: az Indus-völgy síkság, a Pundzsábi-síkság, a Harjána-síkság és a Gangesz-síkság középső és alsó részei. Ezek a területi megkülönböztetések főleg a vízellátáson nyugszanak.
Egy másik értelmezés szerint az Indo-Gangeszi-síkságot két a Helhi-hegységnél két medencére lehet osztani. A nyugati részét a Pundzsábi-síkság, a keleti részét a Gangeszi-Bramaputra rendszer adja. Az osztási vonal mindössze 300 méterrel van a tengerszint felett.